# Богаки-Поён
Богаки-Поён (Богак; тадж. Боғаки Поён) — село в районе Рудаки Республики Таджикистан. Входит в состав джамоата (сельской общины) Эсанбой района Рудаки.
Находится на расстоянии 32 км от райцентра (пгт. Сомониён) и 22 км от центра общины (село Эсанбой).
Население — 200 чел. (2017).